# Casa de Thomas F. Hoppin
La Casa de Thomas F. Hoppin es una casa histórica en 383 Benefit Street en el vecindario de College Hill en la ciudad de Providence, la capital del estado de Rhode Island (Estados Unidos). La casa fue construida hacia 1853 con un diseño de Alpheus C. Morse, y es un ejemplo local elaborado de una residencia de estilo palazzo de estilo italianizante. La Biblioteca del Congreso llamó a la propiedad "una de las casas más grandes y elegantes construidas en Providence a mediados del siglo XIX". Fue incluida en el Registro Nacional de Lugares Históricos en 1973.

## Historia

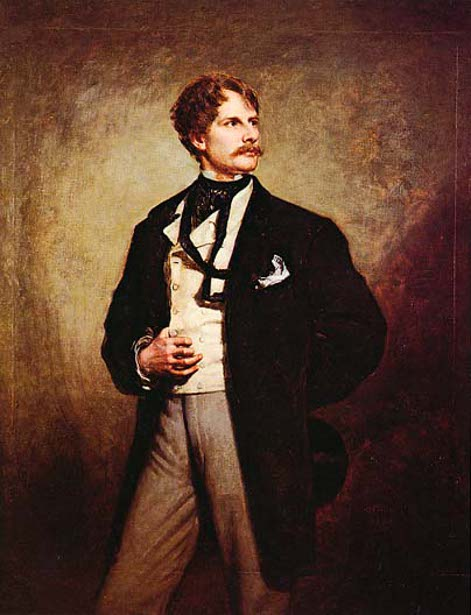
Thomas Frederick Hoppin (1816-1872) de George Peter Alexander Healy

La casa anterior en la propiedad fue Clark House, construida por John I. Clark, que fue destruida por un incendio en 1849.
La mansión actual fue construida para Thomas Frederick Hoppin (1816-1872), hijo de Thomas Coles Hoppin y Harriet Dunn Hoppin, una prominente familia local de diplomáticos, médicos, artistas y arquitectos que incluía a su hermano, el ilustrador Augustus Hoppin. Thomas Frederick fue pintor, escultor y grabador.
En otro tiempo, en el jardín delantero se levantaba The Sentinel (literalmente, El centinela), una estatua de bronce de un perro, diseñada por Hoppin y fundida por Gorham Company; esta se trasladó más tarde al Parque Roger Williams.
Los Hoppin eran bien conocidos por las reuniones sociales y su casa se hizo conocida como la "casa de las mil velas".
Hasta 2019, la mansión albergaba el Instituto Annenberg para la Reforma Escolar de la Universidad Brown. En 2021, Brown vendió la propiedad por 2 millones de dólares. El nuevo propietario tiene la intención de implementar una "renovación de primera clase" y convertir la propiedad en un edificio de apartamentos de lujo con alrededor de media docena de unidades.

## Galería

Vista lateral  en 1958
La fachada en 1958
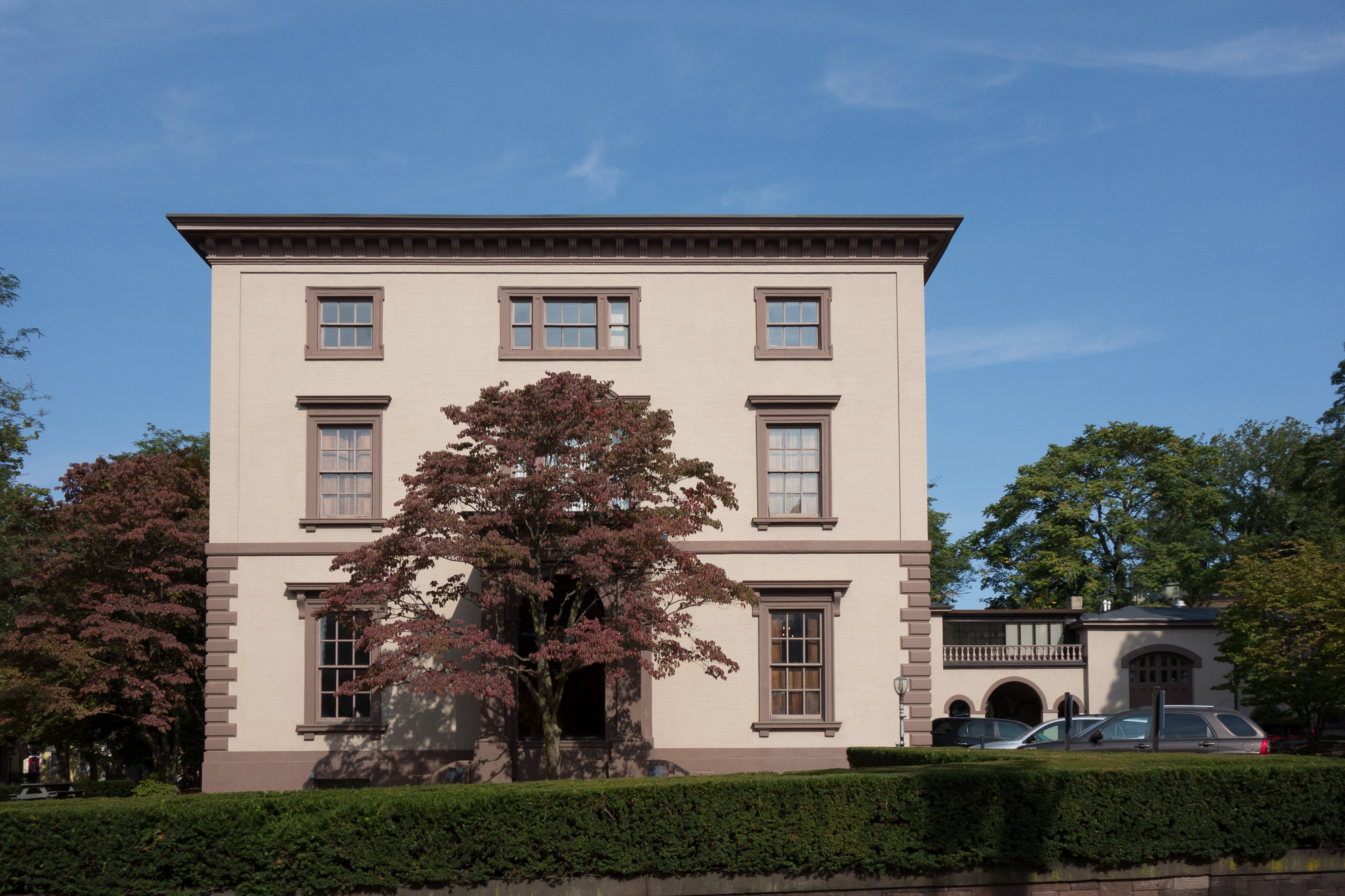
Parte trasera en 2012
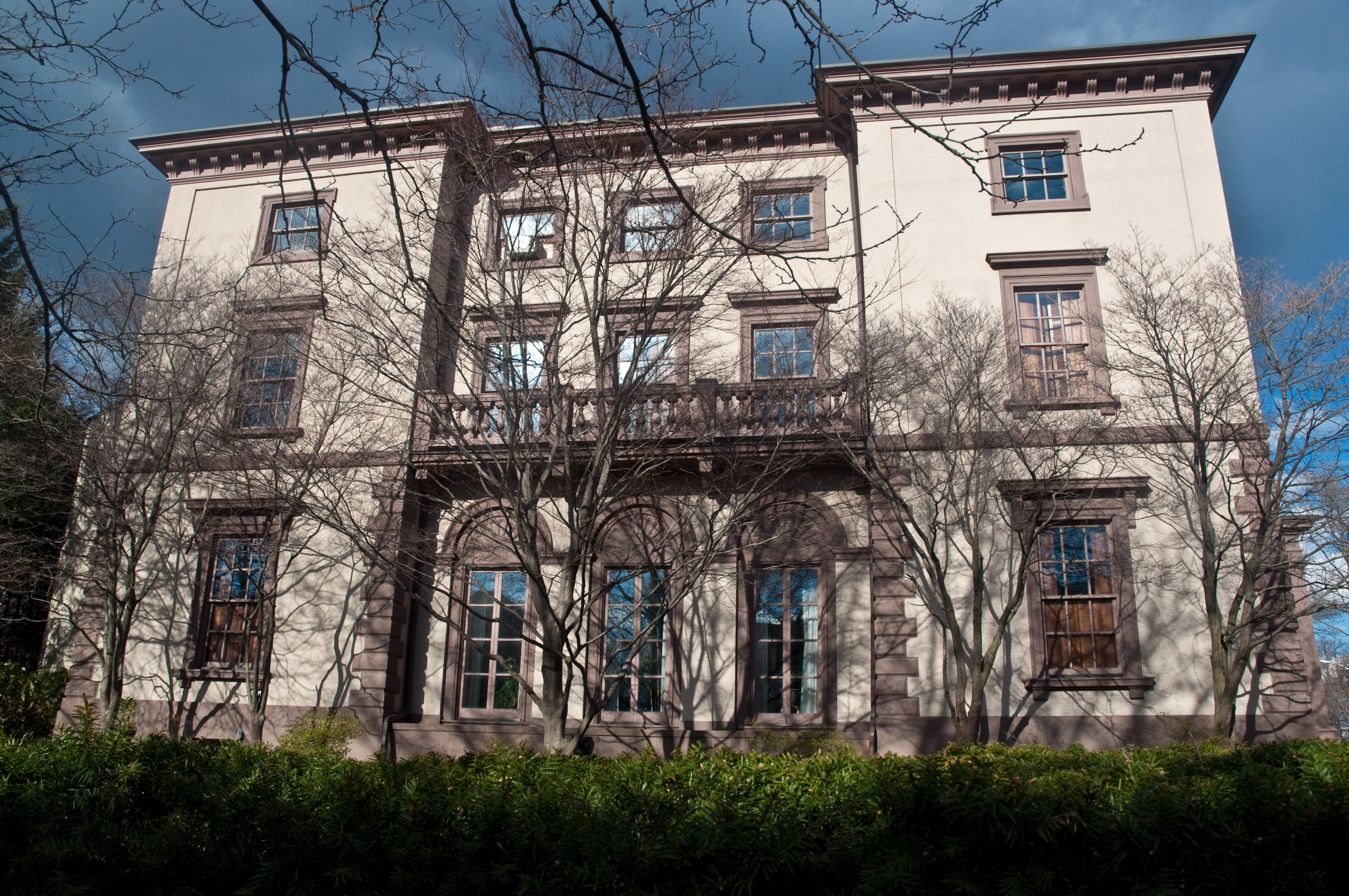
Vista lateral en 2011